# Rory Mallinson

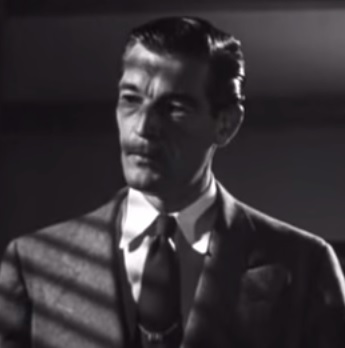
Dans Il marchait dans la nuit (1948)

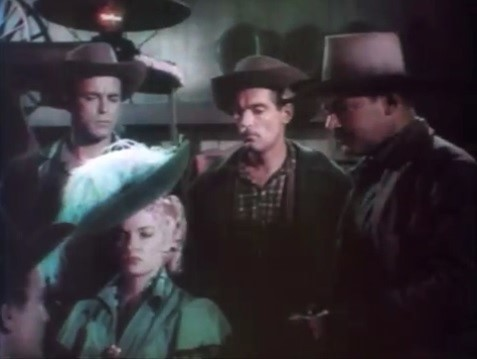
Au centre, avec Jane Russell, dans La Femme aux revolvers (1952)

Charles Joseph « Rory » Mallinson, né le 27 octobre 1913 à Atlanta (Géorgie) et mort le 26 mars 1976 à Los Angeles (Californie), est un acteur américain.

## Biographie
Au cinéma, Rory Mallinson contribue à cent-quinze films américains (en particulier dans le genre du western), le premier sorti en 1942. Suivent notamment Les Passagers de la nuit de Delmer Daves (1947, avec Humphrey Bogart et Lauren Bacall), Secret de femme de Nicholas Ray (1949, avec Maureen O'Hara et Melvyn Douglas), La Femme aux revolvers d'Allan Dwan (1952, avec Jane Russell et George Brent), Amour, fleur sauvage de Lesley Selander (1955, avec Sterling Hayden et Yvonne De Carlo) et La Montagne des neuf Spencer de Delmer Daves (avec Henry Fonda et Maureen O'Hara), son dernier film sorti en 1963.
À la télévision américaine, il apparaît dans trente-six séries dès 1949, dont Cisco Kid (sept épisodes, 1951-1955) et Cheyenne (deux épisodes, 1957-1961). Sa dernière série est Mannix, à l'occasion d'un épisode diffusé en 1967.
S'ajoutent deux téléfilms, le premier en 1953 ; le second est Ombre sur Elveron de James Goldstone (1968, avec James Franciscus et Shirley Knight), où il tient son ultime rôle à l'écran.

## Filmographie partielle

### Cinéma
- 1945 : L'Orgueil des marines ou La Route des ténèbres (Pride of the Marines) de Delmer Daves : un docteur
- 1946 : Cape et Poignard (Cloak and Dagger) de Fritz Lang : Paul
- 1947 : Le Repaire du forçat (Deep Valley) de Jean Negulesco : un contremaître
- 1947 : Le Loup des sept collines (Cry Wolf) de Peter Godfrey : Becket
- 1947 : L'Amant sans visage (Nora Prentiss) de Vincent Sherman : Fleming, l'avocat de Talbot
- 1947 : Les Passagers de la nuit (Dark Passage) de Delmer Daves : George Fellsinger
- 1947 : Le Justicier de la Sierra (Panhandle) de Lesley Selander : le shérif Jim
- 1947 : La Possédée (Possessed) de Curtis Bernhardt : l'assistant du coroner
- 1947 : Le crime était presque parfait (The Unsuspected) de Michael Curtiz : un technicien du laboratoire de balistique
- 1948 : Blonde Ice de Jack Bernhard : le sergent Benson
- 1948 : L'Emprise (The Hunted) de Jack Bernhard : le policier patrouilleur sur l'autoroute en Arizona
- 1948 : Il marchait dans la nuit (He Walked by Night) d'Alfred L. Werker et Anthony Mann : le détective collègue d'Harry
- 1948 : Berlin Express de Jacques Tourneur : un policier militaire dans le train
- 1948 : Le Réveil de la sorcière rouge (Wake of the Red Witch) d'Edward Ludwig : un officier
- 1948 : Le Condamné de la cellule cinq (I Wouldn't Be in Your Shoes) de William Nigh : le détective Harry
- 1949 : La Sirène des bas-fonds (Flaxy Martin) de Richard L. Bare : l'assistant du coroner
- 1949 : Monsieur Joe (Mighty Joe Young) d'Ernest B. Schoedsack : un barman
- 1949 : Rim of the Canyon de John English : le shérif Pat
- 1949 : Horizons en flammes (Task Force) de Delmer Daves : Jerry Morgan
- 1949 : Secret de femme (A Woman's Secret) de Nicholas Ray : le lieutenant Benson
- 1950 : La Ruée vers la Californie (California Passage) de Joseph Kane : le conducteur de chariot blessé
- 1950 : L'Esclave du gang (The Damned Don't Cry) de Vincent Sherman : Johnny Enders
- 1950 : Secrets de femmes (Three Secrets) de Robert Wise : un journaliste
- 1951 : Tête d'or et Tête de bois (en) (The Redhead and the Cowboy) de Leslie Fenton : Carson
- 1951 : 14 Heures (Fourteen Hours) d'Henry Hathaway : un policier
- 1951 : La Revanche des Sioux (en) (Oh! Susanna) de Joseph Kane : l'éclaireur Vern Davis
- 1951 : La marine est dans le lac (You're in the Army Now) d'Henry Hathaway : un lieutenant-commandant
- 1952 : À feu et à sang (The Cimarron Kid) de Budd Boetticher : un shérif-adjoint
- 1952 : Mutinerie à bord (Mutiny) d'Edward Dmytryk : le matelot Edward Jones
- 1952 : Les Conquérants de Carson City (Carson City) d'André de Toth : un bandit
- 1952 : Bas les masques (Deadline U.S.A.) de Richard Brooks : un associé de Rienzi
- 1952 : La Femme aux revolvers (Montana Belle) d'Allan Dwan : « Grat » Dalton
- 1952 : Hellgate de Charles Marquis Warren
- 1952 : L'Homme à l'affût (The Sniper) d'Edward Dmytryk : un policier
- 1953 : La Taverne des révoltés (The Man Behind the Gun) de Felix E. Feist : le sergent Riley
- 1954 : Dans les bas-fonds de Chicago (The Human Jungle) de Joseph M. Newman : un passant
- 1954 : Fille de plaisir (Playgirl) de Joseph Pevney : le concierge de l'hôtel
- 1954 : Bronco Apache (Apache) de Robert Aldrich : le villageois observant les menottes
- 1955 : Son seul amour (One Desire) de Jerry Hopper : M. Gray
- 1955 : Un jeu risqué (Wichita) de Jacques Tourneur : le troisième voleur
- 1955 : Amour, fleur sauvage (Shotgun) de Lesley Selander : Frank
- 1957 : Pour elle un seul homme (The Helen Morgan Story) de Michael Curtiz : un journaliste
- 1958 : Le Trésor du pendu (The Law and Jack Wade) de John Sturges : un shérif-adjoint
- 1959 : Le Courrier de l'or (Westbound) de Budd Boetticher : un employé de l'hôtel
- 1959 : Le Roi des chevaux sauvages (en) (King of the Wild Stallion) de R. G. Springsteen : le shérif Cap Fellows
- 1963 : La Montagne des neuf Spencer (Spencer's Mountain) de Delmer Daves : le shérif

### Télévision
(séries, sauf mention contraire)

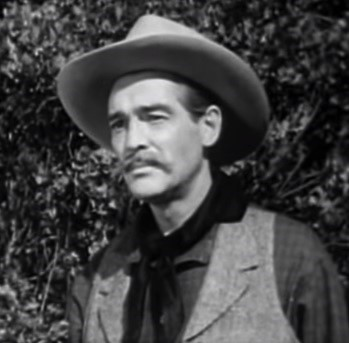
Dans la série-western Histoires du siècle dernier, épisode Jim Courtright (1955)

- 1951-1955 : Cisco Kid (The Cisco Kid)
  - Saison 2, épisode 3 Postal Inspector (1951 - le shérif) de Paul Landres et épisode 9 Kid Sister Trouble (1951 - Dave) de Paul Landres
  - Saison 4, épisode 3 Bullets and the Booby Trap (1953 - un homme de main) d'Herbert I. Leeds, épisode 6 Battle of Red Rock Pass (1953 - le shérif Ed) de Lew Landers, épisode 10 The Fugitive (1953 - Madison) d'Herbert I. Leeds, et épisode 13 Outlaw's Gallery (1953 - Will Roberts) de Lew Landers
  - Saison 5, épisode 18 Stolen River (1955) de Lambert Hillyer : l'arpenteur
- 1952 : Les Aventures de Kit Carson (The Adventures of Kit Carson)
  - Saison 1, épisode 24 Curse of the Albas de John English : Chester Kincade
- 1952-1954 : The Lone Ranger
  - Saison 3, épisode 6 Jeb's Gold Mine (1952) : le shérif
  - Saison 4, épisode 7 Outlaw's Trail (1954) d'Oscar Rudolph : Ray Kelly
- 1955 : Histoires du siècle dernier (Stories of the Century)
  - Saison 2, épisode 10 Jim Courtright de Franklin Adreon : Sam Schaefer
- 1957-1958 : Maverick
  - Saison 1, épisode 5 The Long Hunt (1957 - le shérif) de Douglas Heyes et épisode 16 Rage for Vengeance (1958 - un tireur) de Leslie H. Martinson
- 1957-1961 : Cheyenne
  - Saison 2, épisode 10 Land Beyond the Law (1957) de Walter Doniger : Tom Andrews
  - Saison 6, épisode 1 Winchester Quarantine (1961) de Paul Landres : Burt
- 1958 : 77 Sunset Strip
  - Saison 1, épisode 10 Vicious Circle de Leslie H. Martinson : l'officier Finnegan
- 1959 : Sugarfoot
  - Saison 2, épisode 9 The Desperadoes de Józef Lejtes : un sergent
- 1959 : Johnny Staccato
  - Saison unique, épisode 5 Nuit d'angoisse (Nature of the Night) de Boris Sagal : le premier policier
- 1967 : Mannix
  - Saison 1, épisode 10 Sépulture pour un clown (Coffin for a Clown) d'Alexander Singer : Hood
- 1968 : Ombre sur Elveron (Shadow on Elveron) de James Goldstone (téléfilm) : Frank